# DEVILSLINE 惡魔戰線
《DEVILSLINE 惡魔戰線》是花田陵所繪畫的日本漫畫作品，於講談社漫畫雜誌《月刊Morning two》開始連載。2017年7月22日宣佈改編電視動畫，2018年4月6日開始播出。

## 故事簡介
故事設定在一個吸血鬼和人類共存的世界中。純情的單身女研究生平彩紗所在的地區發生了連續吸血鬼殺人事件。
晚上平彩紗的男同學秋村肖太送她回家時發現被人跟蹤—有着半人半吸血鬼的混血種刑警安齋結貴。
安齋結貴揭發秋村肖太就是連續吸血鬼殺人事件的真兇，救了平彩紗。在送她回家後，發現她的嘴角滲血，忍不住想撲上前舔她的血和親吻她。

## 登場角色

### 主要人物
安齋結貴（聲：松岡禎丞）
21歲，男性，出生於北海道帶廣市的ONLO，是一個半人半吸血鬼的混種刑警，隸屬於公安五課F班，寄住在板木酒吧。因為沒有吸血的關係，雙眼有一對很深的黑眼圈，瀏海有一撮特別長的頭髮及左唇上有一顆小黑痣。
於連續吸血鬼殺人事件中邂逅平彩紗。在逮捕秋村肖太後，送平彩紗回家時，因發現她的咀角滲血而誘發吸血欲，無意中奪取了平彩紗的初吻。
很在意平彩紗，在案件落幕的一個月後偷偷在她的陽台看望她，但卻剛巧被拉開窗簾的平彩紗發現。之後到平彩紗的家裏做客，也試過不知不覺在她家的被爐一覺睡到天亮。在第一次約定一起吃火鍋的日子，平彩紗在離開學校前順道歸還參考書給落合老師而差點被性侵，在危急關頭時及時出現，但卻因為看到平彩紗手背上的血而產生變異，把落合老師打得半死後為平彩紗披上自己的外套後離去，更因此被停職2個月。
在聖誕節時又再前往偷偷看望平彩紗，收到了她預先準備在陽台的聖誕禮物。發現她原來一點也不害怕他，甚至還穿著他的外套睡覺反而會令她感到安心。
意識到自己喜歡平彩紗，卻因為介意自己是吸血鬼而常常刻意對平彩紗保持距離，害怕終有一天會在自己失去理性時親手把她殺死和傷害她。
平彩紗(平塚紗)（聲：石川由依）
22歲，女性，純情的大學研究生，獨居於文京區。因為連續吸血鬼殺人事件持續發生，某天放學後在同班同學秋村肖太送她回家時，安齋結貴突然出現逮捕秋村並道出原來秋村就是該起事件的真兇。
在安齋送她回家的時候，發現她的咀角在滲血而誘發吸血欲並親吻了她，才得知原來他是個半人半吸血鬼的混種刑警。
案件落幕一個月後仍然記掛著安齋結貴，有一晚突然拉開窗簾，發現他在陽台偷偷看望她。
得知安齋的正常體溫平均27度，邀請他到她家的被爐取暖並提出一起吃火鍋的約定。
在約定吃火鍋的晚上，離開大學前因想先歸還參考書給落合老師而前往他的房間，卻差點被性侵，幸好在危急關頭被趕到的安齋救回。但安齋卻因為見到她手背上流血而誘發吸血欲因而產生異變，把落合老師打得半死後逃離現場並因此被停職2個月。

### 警視廳公安五課F班
澤崎孝（聲：細谷佳正）

朱莉安娜·羅伊德（聲：澤城美雪）

柳劉生（聲：日野聰）

朝海洋祐（聲：興津和幸）

石丸惠巳（聲：石田彰）

### 吸血鬼
李漢斯／尤哈奈斯·庫雷曼（聲：木村良平）
21歲，男性，出生於北海道ONL，德國人，混合種生產計劃15期，白組7號。留有一頭銀白色的長髮，只有左眼呈紅色異變狀態。為人聰明，樂天，喜歡思考和看書，常常可以冷靜地對事情做出適當的判斷，對自己身為吸血鬼未有恐懼。
在吸血鬼狙擊事件中正式登場，當天城那那子與安齋亂鬥時，突然出現並且救起中槍重傷的安齋，發現他的肺部已經被打穿，需要立刻搶救，道出人血可以令吸血鬼產生自癒能力，並強行對安齋灌人血，然而未曾吸血的安齋因突然吸入大量人血，發生異變繼而大暴走，一發不可收拾。
及後彩紗與澤崎等人趕到現場，彩紗眼見異變的安齋正想襲擊天成那那子時立刻上前喝止，卻被安齋盯上，幸好李漢斯及時出手制服安齋。
在澤崎質詢李漢斯事情經過時，警察部隊趕到，李漢斯以不想和警察扯上關係以及自己並沒有在通輯名單上為由，迅速逃離現場。
某天為了尋找落下的十字架吊墜項鍊而再度前往現場，巧遇在尋找安齋的彩紗。彩紗談及為何他的眼睛只有一邊異變的事情而帶出吸血鬼可以利用「適血」，訓練控制自我意識和異變等等的話題。得悉安齋同樣是來自北海道的吸血混種而感到興趣，想跟他好好談一下所以決定要跟彩紗一起尋找安齋。
片桐龍之介（聲：平川大輔）

安齋環（聲：宮野真守）
安齋結貴的生父。

### CCC
為Chosen Civil Community的縮寫，意為被殺人集團「選中的人」。
菊原桐郎（聲：櫻井孝宏）
天城那那子（聲：東山奈央）

## 出版書籍
| 冊數 | 講談社         | 講談社                                                    | 東立出版社    | 東立出版社             |
| 冊數 | 發售日期       | ISBN                                                      | 發售日期      | ISBN                   |
| ---- | -------------- | --------------------------------------------------------- | ------------- | ---------------------- |
| 1    | 2013年9月20日  | ISBN 978-4-06-387255-2                                    | 2015年8月21日 | ISBN 978-986-382-282-0 |
| 2    | 2014年4月23日  | ISBN 978-4-06-388329-9                                    | 2015年9月14日 | ISBN 978-986-382-283-7 |
| 3    | 2014年8月22日  | ISBN 978-4-06-388363-3                                    | 2016年4月11日 | ISBN 978-986-382-284-4 |
| 4    | 2015年1月23日  | ISBN 978-4-06-388418-0                                    | 2017年6月14日 | ISBN 978-986-382-921-8 |
| 5    | 2015年6月23日  | ISBN 978-4-06-388470-8                                    |               |                        |
| 6    | 2015年11月20日 | ISBN 978-4-06-388533-0                                    |               |                        |
| 7    | 2016年4月22日  | ISBN 978-4-06-388588-0                                    |               |                        |
| 8    | 2016年9月23日  | ISBN 978-4-06-388634-4                                    |               |                        |
| 9    | 2017年2月23日  | ISBN 978-4-06-362352-9（特装版） ISBN 978-4-06-388698-6   |               |                        |
| 10   | 2017年7月21日  | ISBN 978-4-06-510059-2（特装版） ISBN 978-4-06-510047-9   |               |                        |
| 11   | 2018年3月23日  | ISBN 978-4-06-510858-1（CD限定版） ISBN 978-4-06-510807-9 |               |                        |
| 12   | 2018年8月23日  | ISBN 978-4-06-512639-4 ISBN 978-4-06-512883-1（限定版）   |               |                        |
| 13   | 2019年2月22日  | ISBN 978-4-06-514670-5 ISBN 978-4-06-514671-2（限定版）   |               |                        |
| 14   | 2019年6月21日  | ISBN 978-4-06-516025-1 ISBN 978-4-06-515494-6（限定版）   |               |                        |

## 電視動畫
2017年7月發表動畫化的消息、2018年4月開始在AT-X、TOKYO MX頻道放送中。

### 製作團隊
- 原作：花田陵[18]
- 監督：中野英明[18]
- 協助監督：水野龍馬（第2話）
- 系列構成：古怒田健志、久尾歩[18]
- 人物設計：川口千里[18]
- 動作作畫監督：才木康寛[18]
- 道具設計：杉村友和[18]
- 美術監督：黛昌樹[18]
- 色彩設計：山上愛子[18]
- 攝影監督：淺川茂輝[18]
- 編輯：木村佳史子[18]
- 音響監督：中野徹（日语：なかのとおる）[18]
- 音樂：澀江夏奈[18]
- 音樂製作：國王唱片[18]
- 製作人：高橋きさら、齋藤一美、山崎慶彦
- 動畫製作人：米澤惠美
- 動畫製作：Platinum Vision[18]
- 製作：DEVILSLINE製作委員會[18]

### 主題曲
片頭曲《Eclipse》
填詞、作曲：上松範康，編曲：藤間仁，主唱：蒼井翔太
片尾曲
填詞：由潮，作曲、編曲：TSUGE，主唱：宮野真守

### 各話列表
| 話數           | 日文標題 | 中文標題   | 劇本       | 分鏡     | 演出               | 作畫監督                       | 總作畫監督         |
| -------------- | -------- | ---------- | ---------- | -------- | ------------------ | ------------------------------ | ------------------ |
| Line.1         |          | 黑暗面     | 古怒田健志 | 加藤顯   | 奧野浩行           | 伊藤美奈                       | 小林利充、川口千里 |
| Line.2         |          | 秘密基地   | 久尾步     | 加藤顯   | 加藤顯             | 南伸一郎                       | 小林利充、川口千里 |
| Line.3         |          | 悖論       | 古怒田健志 | 小川浩司 | 水野龍馬           | 梶浦紳一郎、小川浩司           | 小林利充           |
| Line.4         |          | 怪物       | 久尾步     | 吉川博明 | 水野龍馬           | 南伸一郎、伊藤美奈             | 小林利充           |
| Line.5         |          | 計劃B      | 古怒田健志 | 吉川博明 | 加藤顯             | 伊藤美奈                       | 川口千里           |
| Line.6         |          | 戲劇性     | 久尾步     | 種村綾隆 | 種村綾隆           | 南伸一郎                       | 小林利充           |
| Line.7         |          | 追兵       | 久尾步     | 吉川博明 | 水野龍馬           | 南伸一郎                       | 川口千里           |
| Line.8         |          | off line   | 古怒田健志 | 中野英明 | 奧野浩行           | 三好和也、奥野浩行             | 小林利充           |
| Line.9         |          | Command    | 久尾步     | 吉川博明 | 中野英明           | 南伸一郎、小川浩司             | 川口千里           |
| Line.10        |          | EgoDefense | 古怒田健志 | 奧野浩行 | 奧野浩行           | 三好和也、伊藤美奈             | 小林利充           |
| Line.11        |          | Ouroboros  | 久尾步     | 吉川博明 | 水野龍馬           | 梶浦紳一郎、南伸一郎           | 小林利充           |
| Line.12        |          | DEVILSLINE | 古怒田健志 | 吉川博明 | 奧野浩行、水野龍馬 | 伊藤美奈、梶浦紳一郎、三好和也 | 小林利充           |
| Line.X （OAD） |          | 隨時隨地   | 古怒田健志 | 水野龍馬 | 加藤顯             | 伊藤美奈、小川浩司、梶浦紳一郎 | 小林利充           |

### BD&DVD
| 卷數 | 發售日期      | 收錄話數       | 規格編號               | 規格編號               |
| 卷數 | 發售日期      | 收錄話數       | BD限定版               | DVD限定版              |
| ---- | ------------- | -------------- | ---------------------- | ---------------------- |
| 1    | 2018年6月27日 | 第1話 ~ 第6話  | KIZX-90362～KIZX-90364 | KIZB-90275～KIZB-90277 |
| 2    | 2018年8月22日 | 第7話 ~ 第12話 | KIZX-90365～KIZX-90367 | KIZB-90278～KIZB-90280 |

## 外部連結
- （日語）DEVILSLINE 惡魔戰線 / 花田陵 Morning官方網站 - Moai（页面存档备份，存于）
- （日語）《DEVILSLINE 恶魔战线》的X（前Twitter）
- （日語）電視動畫《DEVILSLINE 惡魔戰線》官方網站（页面存档备份，存于）
- （日語）動畫《DEVILSLINE 惡魔戰線》的X（前Twitter）